# تومي لونسديل
تومي لونسديل (بالإنجليزية: Tommy Lonsdale)‏ (21 سبتمبر 1892 في المملكة المتحدة - 17 مارس 1973 في المملكة المتحدة) هو لاعب كرة قدم بريطاني (وحمل سابقاً جنسية المملكة المتحدة لبريطانيا العظمى وأيرلندا) في مركز حراسة المرمى. لعب مع بورت فايل وغريمسبي تاون ونادي ساوثيند يونايتد ووست هام يونايتد ونادي ستاليبريدج سيلتيك وبيشوب أوكلاند ‏ ووست أوكلاند تاون ‏.